# Max von Hausen
Max Lothar Clemens, baron von Hausen, né le 17 décembre 1846 à Dresde et décédé le 19 mars 1922 dans la même ville, est un officier de l'armée saxonne. Il participe aux guerres des Duchés, austro-prussienne et franco-allemande. Il devient generaloberst des troupes saxonnes et ministre de la guerre au Royaume de Saxe. Au début de la Première Guerre mondiale, il est à la tête de la 3e armée allemande qu'il dirige pendant les batailles des Frontières, de Charleroi et la bataille de la Marne. Il est relevé de son commandement pour cause de maladie en septembre 1914.

## Biographie

### Carrière militaire
Max von Hausen est le fils du generalleutnant saxon, commandant de la ville de Dresde, Clemens Lothar Heinrich von Hausen (1809-1879) et de Anna Wilhelmine, née von Ammon.
Dès son plus âge, Max von Hausen suit les cours de l'académie militaire de Dresde, il intègre en 1863 le 3e bataille de chasseur. En 1864, il est promu sous-lieutenant au sein de ce bataillon. Il participe à la guerre des Duchés en 1864, à la guerre austro-prussienne de 1866 et à la guerre franco-allemande de 1870. Il intègre en 1874 l'Académie militaire de Prusse à Berlin
En 1887, Max von Hausen est nommé à l'état-major général. En 1890, il devient commandant du 101e régiment de grenadiers à Dresde. En 1893, il est promu generalmajor. En 1897 il est commandant de la 32e Division (3e division royale saxonne) et promu au grade de generalleutnant. En 1900, Max von Hausen est nommé commandant général du 12e corps d'armée.

### Carrière politique
Max von Hausen devient le 2 août 1902 le ministre de la guerre du royaume de Saxe. Il occupe ce poste jusqu'en 1906. Par la suite du 26 juillet 1912 au 24 mai 1914, il est nommé président du Département, l'équivalent du poste de premier ministre.
Max von Hausen est fait au cours de sa carrière Chevalier de l'Ordre de l'Aigle noir et de l'Ordre de l'Aigle rouge avec la chaîne, il reçoit l'Ordre de la Couronne de Saxe. Il est également commandant honorifique du 12e bataillon de Chasseurs (1er bataillon du Royaume de Saxe).

### Première Guerre mondiale
En août 1914 au début de la Première Guerre mondiale, l'armée royale saxonne est renommée la 3e armée allemande et placé sous la direction de von Hausen. Son armée participe à la bataille des frontières, notamment aux batailles de Dinant (et à la mise à sac de la ville) et de Charleroi. La 3e armée atteint Reims au début septembre 1914, elle est jugée responsable du saccage de la ville. Après la bataille de la Marne où la 2e armée allemande est obligée de se replier, l'armée de von Hausen est exposée sur son flanc droit et doit se replier sur une ligne formée par l'Aisne. Le 9 septembre 1914, Max von Hausen est relevé de son commandement pour cause de dysenterie qui s'avèrera être un cas de fièvre typhoïde, il est remplacé par le général Karl von Einem.